# インビクタス/負けざる者たち
『インビクタス/負けざる者たち』（Invictus）は、クリント・イーストウッド監督、モーガン・フリーマンとマット・デイモン主演の2009年のアメリカの伝記スポーツ映画。
ラグビーワールドカップ1995の前後に南アフリカで起きた出来事を描いた、2008年のジョン・カーリンの著書『Playing the Enemy: Nelson Mandela and the Game That Made a Nation』に基づいている。
invictusとは、ラテン語で「征服されない」「屈服しない」を意味する語。同様に、ラテン語のフレーズ「morior invictus」は、「死ぬまで屈服しない」を意味する。invictusは男性単数主格形なので、原題は直訳すれば「征服されない者（単数）」である。

## あらすじ
舞台は1994年の南アフリカ共和国。ネルソン・マンデラは反体制活動家として27年ものあいだ投獄されていたが、1990年に釈放されこの年に同国初の黒人大統領となった。マンデラの初登庁日には、それまで政府の主要ポストを占めていた大統領府の白人官僚たちが、マンデラの報復的な人事の可能性を恐れ、一部の者達はそれを見越して荷物をまとめ始めていた。それに対しマンデラは、初日の朝に職員たちを集め、「辞めるのは権利であり自由だが、新しい南アフリカを作るために協力してほしい。あなたたちの協力が必要だ」と呼びかけた。また、語りかける際にはボディーガードを待機させず、職員への信頼を行動で示した。安堵した職員たちはマンデラのもとで働くこととなり、ボディーガードチームも予想に反して黒人と白人の混成チームとなった。（指名された白人ボディーガード隊は、前政権デ・クラーク大統領による特殊部隊であり、黒人危険分子の抹殺にも関わっていた。）黒人ボディーガードのヘッドであるジェイソンは当初これに強く反発したが、マンデラから諭されてこれを不服ながら受け入れる。この場面ではマンデラへの尊敬と信頼、そしてマンデラの強いカリスマ性が見て取れる。
一方、南アフリカ代表のラグビーユニオンチーム「スプリングボクス」は当時低迷期にあり、黒人選手もわずか1人という状況だった。ラグビーはアパルトヘイトの象徴として、多数を占める黒人の国民のあいだでは非常に不人気なスポーツだった。政府内では「スプリングボクス」のチーム名やユニフォームの変更を求める意見が多数を占めており、一時はその方向で決まりかけていた。しかしマンデラはこのチームが南アフリカの白人と黒人の和解と団結の象徴になると考え、チーム名とユニフォームの存続を求め周囲を説得し、また、白人であるチームの主将フランソワ・ピナールを大統領府に招き、イングリッシュ・ティーを自ら薦めながら「リーダーシップ」のあり方について言葉を交わし、励ました。
その後スプリングボクスのメンバーたちは、マンデラの意向で貧困地区の黒人の子どもたちにラグビーの指導に赴く。当初それを不満に感じていたメンバー達も、一連の地道な活動により、国民のあいだでチームの人気が少しずつ高まり、自分たちの存在が国内のみならず世界的に注目されていることを知るに至った。
そしてスプリングボクスは、自国開催の1995年ラグビーワールドカップにおいて予想外の快進撃を見せ、ついに決勝進出を果たす。今や新生南アフリカの象徴として見られるようになったスプリングボクスは、全南アフリカ国民が見守る中、強豪ニュージーランド代表オールブラックスとの決勝戦に臨む。

## キャスト
※括弧内は日本語吹替
ネルソン・マンデラ
演 - モーガン・フリーマン（坂口芳貞）
アフリカ民族会議の議長。南アフリカ初の黒人大統領となる。
フランソワ・ピナール
演 - マット・デイモン（加瀬康之）
「スプリングボクス」のキャプテンでオープンサイドフランカー。
ジェイソン・シャバララ
演 - トニー・キゴロギ（白石充）
リンガ・ムーンサミ
演 - パトリック・モフォケン（乃村健次）
ヘンドリック・ボーイェンズ
演 - マット・スターン（長嶝高士）
エティエンヌ・フェイダー
演 - ジュリアン・ルイス・ジョーンズ（相沢正輝）
ブレンダ・マジブコ
演 - アッジョア・アンドー（塩田朋子）
ネリーン
演 - マルグリット・ウィートリー（小宮山絵理）
フランソワの妻。
メアリー
演 - レレティ・クマロ（瑚海みどり）
Mr.ピナール
演 - パトリック・リスター
フランソワの父。
Mrs.ピナール
演 - ペニー・ダウニー
フランソワの母。
ジョエル・ストランスキー
演 - スコット・イーストウッド（内田泰喜）
「スプリングボクス」の選手。

## 音楽
イーストウッドの息子のカイルと、マイケル・スティーヴンスが共同で担当。南アフリカのア・カペラグループのOvertoneをフィーチャー。2009年12月15日リリース。

### サウンドトラック
トラックリスト
1. 9000デイズ （Overtone with Yollandi Nortjie）
2. インビクタス
3. カラーブラインド （Overtone）
4. 待機
5. ワールド・イン・ユニオン'95 （ジュピター） （Overtone with Yollandi Nortjie）
6. マンデラのテーマ
7. ハムバ・ナティ （Overtone with Yollandi Nortjie）
8. 愛
9. ショショローザ （Overtone with Yollandi Nortjie）
10. シーズン開幕
11. オレ、オレ、オレ （Overtone with Yollandi Nortjie）
12. 不安
13. 南アフリカ共和国国歌 （Overtone）
14. 攻撃
15. 勝利 （Soweto String Quartet）
16. 寛容
17. ザ・クロッシング （オシエザ） （Overtone with Yollandi Nortjie）
18. 9000デイズ （ソロ・ヴァージョン） （Emile Welman）

## 当時の南アフリカ国内におけるラグビー
当時南アフリカでは、英国発祥のラグビーユニオンは白人もしくはある程度の地位を獲得した富裕層の行なうスポーツであるという印象が強かった。また、ラグビーはルールが複雑であり、教育水準の低い貧困層の多い黒人の間では受け入れられず、専らサッカーが主流のスポーツであった。劇中の冒頭では、白人の観客は南アフリカを応援しているが黒人は敵のチーム（イングランド代表）を応援しているシーンが描かれているほか、フェンスを一つ隔ててラグビーを練習中の白人の若者と、裸足でサッカーに興じている黒人の子供、といった描写で対比させている。
1990年代初め、長く南アフリカが受けた経済制裁や、国際社会からの追放の影響で国際試合の出場機会は無く、ラグビーワールドカップの第1回大会、第2回大会にも不参加であり、世界最強と言われたチームは弱体化していた。しかし実際は、1992年の国際試合復帰後、急速に実力をつけ、ワールドカップ開催国でもあり、優勝候補の一角であった。映画では極端に弱体化したままだったように誇張されている。
また、代表チーム30人の選手はほとんどが白人であり、非白人のメンバーはカラードであるチェスター・ウィリアムズ1人であったが、チェスターは白人と非白人の融和の象徴となった。

## 劇中におけるアパルトヘイト
アパルトヘイトという言葉がよく劇中に使用されている。意味は黒人・白人・その他の人種の混血を避けるため、それぞれの人種を隔離・分離し、異人種間の結婚を認めないなどの人種隔離政策である。1948年に南アフリカ共和国で法律化、国際社会からの批判とともに、経済制裁、南アフリカとの貿易封鎖など、国内経済の悪化が日増しに強くなるのを受け、1991年に人種隔離政策を撤廃。これにより全人種が例外なく選挙権を享受するようになった。
本作品の冒頭では、1990年当時、道路を挟んで片方の整備されたグラウンドで富裕層の白人たちがラグビーの練習している一方、もう片方の土のグランドでは貧困層の黒人たちが裸足でサッカーをしている。両方のグランドには柵が設けており、互いに行き来できないようにしてあるという、アパルトヘイトの象徴であるシーンから始まる。
南アフリカラグビー代表のユニフォームは金と緑を基調としており、通称はスプリングボクス（国内での愛称はボカ）と呼ばれていたが、マンデラ政権誕生と代表チームの国際テストマッチでの連敗を機会に、黒人代表者たちがスポーツ協会での会議で、「チームカラーと愛称はアパルトヘイトの象徴である」との認識による変更を全会一致で決定するシーンがある。そのときマンデラが登場し、黒人代表者たちに盛大に迎え入れられるのだが、マンデラは「今まで我々は白人たちに脅かされた。しかし我々は白人たちを協力する寛容の心で迎えるのだ」と会議参加者との意見の差異あるスピーチを行い、変更を阻止した。

## 劇中で読まれている詩
劇中でマンデラが繰り返す「我が運命を決めるのは我なり、我が魂を制するのは我なり」は、英国の詩人ウィリアム・アーネスト・ヘンリーの詩「インビクタス」の一節（最後の2行）。
I am the master of my fate:

  I am the captain of my soul.—842. "Invictus" l.15 - 16、Oxford Book of English Verse 1250-1900/Invictus
作者のヘンリーは幼少期に骨結核にかかり、10代で片足を切断。この詩は不運にみまわれたわが身の魂の救済をもとめて書いたもの。どんな運命にも負けない不屈の精神を詠っている。

## エピソード

### モーガン・フリーマンとネルソン・マンデラ本人の関係
ネルソン・マンデラの自伝『自由への長い道』が出版された際、記者の「映画化されるとしたら誰に演じてもらいたいか」との質問にマンデラはモーガン・フリーマンの名前を挙げた。それをきっかけに、フリーマンは南アフリカのプロデューサーを通じてヨハネスブルグにあるマンデラの自宅への訪問を実現した。そしてフリーマンは自伝の映画化権を買い、本作品の制作を決定した。

### クリント・イーストウッドへの監督依頼
モーガン・フリーマンとクリント・イーストウッドが組むのは『許されざる者』（1992年）『ミリオンダラー・ベイビー』（2004年）そして本作品の3回目となる。フリーマン自身が本作品の脚本をイーストウッドに送ると同時に監督を依頼し、後日イーストウッドが「やりたい」と承諾した。これがイーストウッド監督として30作目となった。その時の出来事をフリーマンは「クリントを説得したのは私じゃなく、その脚本さ」と話している。

## 評価
レビュー・アグリゲーターのRotten Tomatoesでは244件のレビューで支持率は76%、平均点は6.60/10となった。Metacriticでは34件のレビューを基に加重平均値が74/100となった。

## 地上波放送履歴
| 回数  | テレビ局   | 番組名             | 放送日        | 放送時間    | 備考                                                                                      | 視聴率 |
| ----- | ---------- | ------------------ | ------------- | ----------- | ----------------------------------------------------------------------------------------- | ------ |
| 初回  | テレビ東京 | 午後のロードショー | 2014年1月29日 | 13:25-15:25 | ネルソン・マンデラ氏の追悼特別企画として、地上波初放送。                                  | 不明   |
| 2回目 | 日本テレビ | 金曜ロードSHOW!    | 2019年9月20日 | 22:00-23:54 | ラグビーワールドカップ2019の開幕を記念しての放送。 更に同中継が延長したため15分繰り下げ。 | 4.8％  |

視聴率は、ビデオリサーチによる関東地区の世帯平均視聴率。2回目の際、直前まで放送していた「ラグビーワールドカップ2019日本大会開幕戦・日本×ロシア」（19:30 - 21:54）の視聴率は18.3%だった。